# Nahverkehrsgesellschaft Baden-Württemberg

Historisches Logo der NVBW bis 2018

Die Nahverkehrsgesellschaft Baden-Württemberg mbH (NVBW) ist die Servicegesellschaft des Verkehrsministeriums Baden-Württemberg zur Planung und Koordinierung des Schienenpersonennahverkehrs in Baden-Württemberg. Die NVBW bewirbt gemeinsam mit den baden-württembergischen Verkehrsverbünden den öffentlichen Personennahverkehr (ÖPNV) unter der Dachmarke bwegt, bis Oktober 2017 3-Löwen-Takt. Die NVBW befindet sich zu hundert Prozent in Landesbesitz.

## Geschichte
Aufgabenträger für den Schienenpersonennahverkehr (SPNV) in Baden-Württemberg ist das Ministerium für Verkehr und Infrastruktur Baden-Württemberg. Davon ausgenommen ist die S-Bahn Stuttgart, deren Aufgabenträger der Verband Region Stuttgart ist. Die NVBW wurde infolge des Regionalisierungsgesetzes 1996 gegründet und befindet sich im Eigentum des Landes.
Nach Untersuchungen zum Integralen Taktfahrplan, die von 1992 bis 1994 in Süddeutschland durchgeführt wurden, beschloss das Land, ab 1996 schrittweise einen derartigen Taktfahrplan für Baden-Württemberg einzuführen. Demnach sollte hier an jedem Bahnhof montags bis freitags zwischen 6 und 21 Uhr sowie samstags von 6 bis 13 Uhr ein Stundentakt angeboten werden. Von 13 bis 21 Uhr am Samstag sowie sonn- und feiertags von 6 bis 21 Uhr war ein Zwei-Stunden-Takt geplant.
Mit der Regionalisierung des Schienenpersonennahverkehrs zum 1. Januar 1996 war dieses Angebotsziel auf rund 60 Prozent der Strecken in Baden-Württemberg verwirklicht. Nach Angaben der NVBW seien 1997/1998 75 Prozent der Strecken vertaktet gewesen, 1999/2000 84 Prozent. Zum Fahrplanwechsel am 10. Juli 2001 wurde das Zugangebot weiter ausgebaut und bestehende Taktlücken beseitigt. Der Realisierungsgrad des Integralen Taktfahrplans konnte damit auf 90 Prozent erhöht werden.
Zwischen 1996 und 2001 wurden mehr als 250 neue Eisenbahnfahrzeuge beschafft, die jeweils zu mindestens 50 Prozent vom Land bezuschusst wurden.
Die Informationskampagne 3-Löwen-Takt wurde 1999 gestartet. Der Name nimmt Bezug auf das Wappen Baden-Württembergs. Ab Herbst 2006 warb der Schauspieler und Kabarettist Harald Schmidt in Radio-Spots mit schwäbischer Dialektfärbung dafür.
Im Jahr 2008 wurde bei der NVBW zusätzlich der Geschäftsbereich Umweltverbund und Radverkehrsförderung gegründet, um das Ministerium für Verkehr Baden-Württemberg bei diesen Themen zu unterstützen.

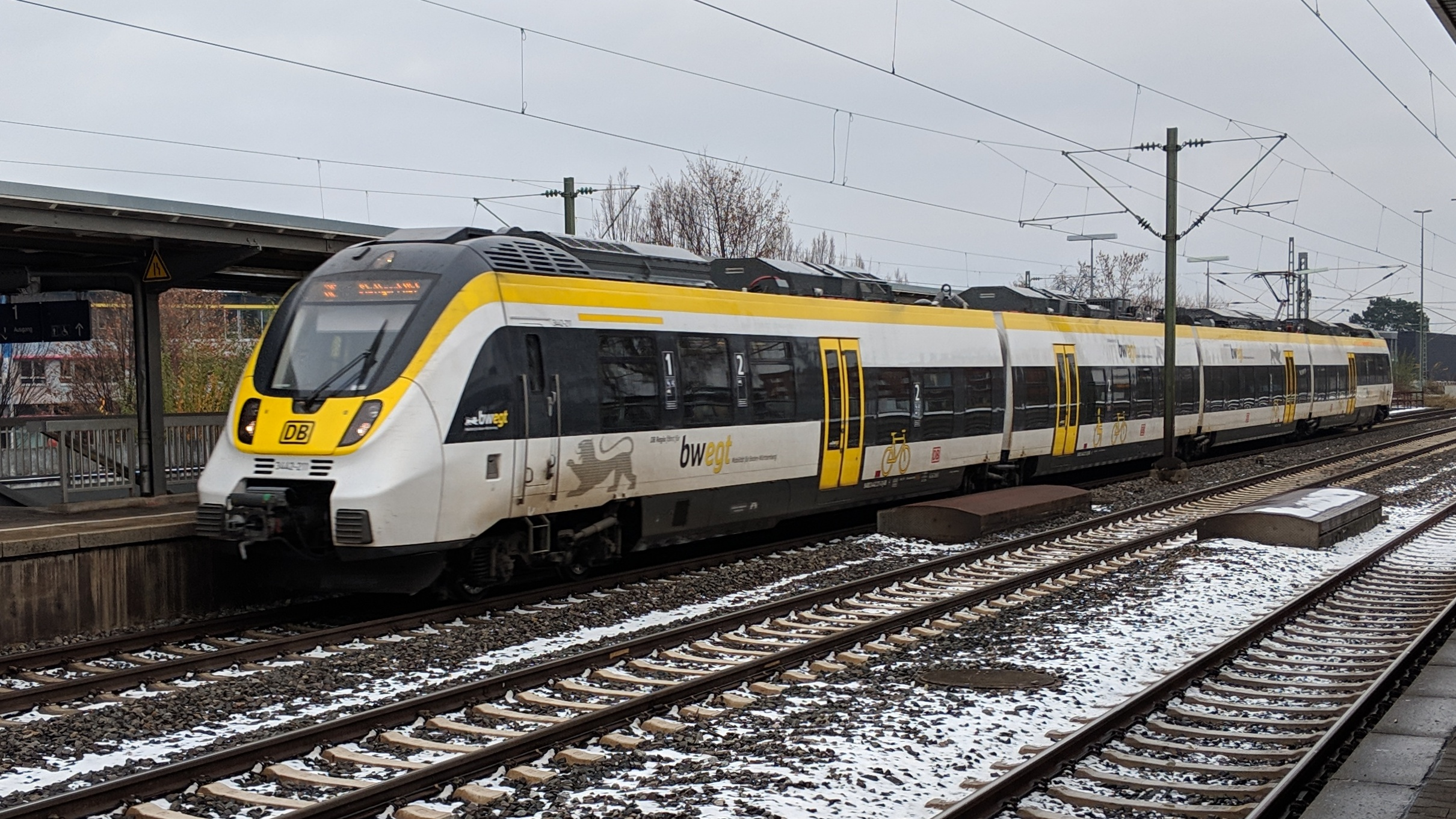
Ein Bombardier Talent 2 von bwegt am Bahnhof Fellbach

Am 19. Oktober 2017 ersetzte die neue Marke bwegt den Drei-Löwen-Takt. Die auf fünf Jahre angelegte Kampagne kostet 16,3 Millionen Euro. Hiervon werden 5 Millionen Euro den Eisenbahnverkehrsunternehmen für Marketing zur Verfügung gestellt. Die Finanzierung des Betrags, der einem Cent je in diesem Zeitraum verkauften Fahrschein entspricht, erfolgt überwiegend aus Regionalisierungsmitteln. In diesem Zeitraum erwartet das Land Einnahmen aus Fahrkartenverkäufen in Höhe von 800 Millionen Euro und zahlt 1,8 Milliarden Euro für die Verkehrsleistungen. Bis 2023 sollen fast alle Fahrzeuge den neuen Schriftzug erhalten. Laut NVBW war die alte Marke der Hälfte der Landesbevölkerung bekannt.

## Aufgabengebiete
Zu den Hauptaufgaben der NVBW zählen vor allem die Planung, Koordination und europaweite Ausschreibung von SPNV-Leistungen in Baden-Württemberg. Darunter fallen die Verkehrs- und Infrastrukturplanung, das Qualitätsmanagement, das Vertragscontrolling sowie das Erlöscontrolling. Außerdem erfolgt die Koordination des Marketings des SPNV und ÖPNV in Baden-Württemberg unter der Marke „bwegt“ im Hause der NVBW.
Des Weiteren betreibt die NVBW die landesweite elektronische Fahrplanauskunft „EFA-BW“ und die landesweite telefonische Fahrplanauskunft „Löwenline“ im Auftrag der baden-württembergischen Verkehrsverbünde. Letztere wurde zum 31. Dezember 2020 außer Betrieb genommen. Telefonische Fahrplanauskünfte erteilen seither die Servicenummern der Verkehrsverbünde selbst. Ergänzend dazu betreibt die NVBW "MobiData BW", eine Plattform für Mobilitätsdaten aus dem öffentlichen Nahverkehr, Rad- und Straßenverkehr. Diese Daten werden kostenlos zur Verfügung gestellt.
Neben den oben genannten Kernaufgaben gehört die Radverkehrs- und Fußverkehrsförderung zu den Aufgaben der NVBW. Außerdem ist die Geschäftsstelle der Arbeitsgemeinschaft Fahrrad- und Fußgängerfreundlicher Kommunen in Baden-Württemberg (AGFK-BW) bei der NVBW angesiedelt. Weiterhin gehört die Koordination des landesweiten Fahrgastbeirates sowie das „Kompetenzzentrum Innovative Angebotsformen im ÖPNV“ und das „Kompetenzzentrum Baden-Württemberg-Tarif“ zur NVBW.

## Verkehrsleistung
| Verkehrsleistung im SPNV Baden-Württemberg (ohne S-Bahn Stuttgart, NE-Stammstrecken sowie Verkehre im Auftrag von Landkreisen und Zweckverbänden) |                     |
| Jahr | Zugkilometer (Mio.) |
| 1996 | 47,26               |
| 1997 | 50,89               |
| 1998 | 52,54               |
| 1999 | 53,94               |
| 2000 | 57,00               |
| 2022 | 90,00               |
| 2023 | 94,92               |

Vor der Regionalisierung (1996) wurden jährlich rund 42 Millionen Zugkilometer (ohne S-Bahn) in Baden-Württemberg gefahren. Um 1994 wurde im baden-württembergischen Schienenpersonennahverkehr eine jährliche Leistung von 54 Millionen Zugkilometern erbracht. Zwischen 1996 und 2001 stieg die Zahl der gefahrenen Zugkilometer um 36 Prozent, die Fahrgastzahlen nahmen im gleichen Zeitraum um 28 Prozent zu.
Die vom Innenministerium Baden-Württemberg und dem Verband Region Stuttgart bei DB Regio und anderen Eisenbahnverkehrsunternehmen (EVU) im Land jährlich bestellten Zugkilometer stiegen von rund 61 Millionen 1996/1997 auf rund 81 Millionen 2004/2005. 2001 war das Angebot bei 57 Millionen Zugkilometern gelegen.
Zum Fahrplanwechsel im Dezember 2004 wurden einerseits rund 1,6 Millionen Zugkilometer abbestellt, andererseits zusätzliche Leistungen im Umfang von 660.000 Zugkilometern angeboten. Laut Angaben des Landes seien mehr als 60 Prozent der zur Streichung vorgesehenen Züge mit weniger als 15 Fahrgästen ausgelastet gewesen. Als weitere Kriterien dienten unter anderem alternative Fahrtmöglichkeiten und die Bedienstruktur des Integralen Taktfahrplans. Durch die Netto-Einsparung von 900.000 Zugkilometern sollten rund zehn Millionen Euro jährlich eingespart werden.
Der Verkehrsvertrag zwischen dem Innenministerium Baden-Württemberg und DB Regio sieht einen pauschalen Preis von 8,25 Euro pro Zugkilometer vor (2006). Laut Verkehrsclub Deutschland erhalten die anderen Eisenbahnverkehrsunternehmen im Durchschnitt 7,25 Euro pro Zugkilometer und betreiben überwiegend Linien mit geringerem Fahrgastaufkommen und entsprechend kürzeren Zügen.
Landesstandard
Das Zielkonzept 2025, welches bereits heute angewandt wird, sieht folgenden Landesstandard zur Bedienung des SPNV vor:
- montags bis freitags zwischen 5 und 24 Uhr im Stundentakt (erste Ankunft in den Mittelzentren aus deren Einzugsbereichen vor 6:00 Uhr und eine letzte Abfahrt nach 23:00 Uhr in deren Einzugsbereiche, erste Ankunft im jeweiligen Oberzentrum vor 7:00 Uhr und letzte Abfahrt nach 22:00 Uhr)
- am Wochenende wird zwischen 7:00 Uhr und 24:00 Uhr bedient
- auf Strecken mit besonders geringer Nachfrage können Betriebszeiten durch (Ruf-)Busverkehr erweitert werden
- auf Strecken mit besonders hoher Nachfrage (>5000 Fahrgäste/Tag) wird das Angebot bis 1 Uhr erweitert und ggf. Nachtverkehr angeboten

Nach Angaben der NVBW waren 2007 90 % aller SPNV-Strecken vertaktet.

## Baden-Württemberg-Tarif (bwtarif)
Bereits 2011 strebte der baden-württembergische Verkehrsminister Winfried Hermann einen Landestarif an. Nach der Erstellung eines Gutachtens im Herbst 2013 plante das Ministerium für Verkehr, bis 2015 die erste Stufe des darin empfohlenen Landestarifs zu erreichen, also einen Landestarif für den SPNV einzuführen, der auch Nahverkehrsanschlüsse am Zielort in mindestens 25 Städten umfasst. Die zweite Stufe – ein vollständiger Landestarif – war damals für 2019 geplant.
Im Jahr 2014 wurde das Tarif-, das Vertriebs- und das Organisationskonzept erstellt. 2015 wurde die Einführung des Landestarifs wegen noch bestehender Netto-Verkehrsverträge auf Dezember 2018 verschoben.
Die Zielanschlussmobilität soll dann jedoch auch in der ersten Stufe schon an allen SPNV-Stationen verfügbar sein. Die Stufe 2, die neben den Einzel- und Gruppenfahrkarten auch Zeitkarten umfassen soll, soll danach schrittweise bis Dezember 2021 eingeführt werden.
Die Anpassung der Vertriebssysteme der Eisenbahnverkehrsunternehmen kostet etwa 10,5 Millionen €, die vollständig vom Land gezahlt werden. Die laufenden Kosten werden in Stufe 1 auf 1,5 Millionen € pro Jahr geschätzt.
Der Baden-Württemberg-Tarif soll über den Tarifen der Verkehrsverbünde stehen und deren Angebot sinnvoll ergänzen. Bei allen Fahrten über die Grenzen eines Verbundes hinaus soll künftig dieser neue Landestarif Anwendung finden, innerhalb der Verbünde gelten weiterhin deren Tarife. Bewährte Übergangstarife sollen jedoch erhalten bleiben. Im Januar 2016 unterzeichneten die 22 baden-württembergischen Verkehrsverbünde eine entsprechende Absichtserklärung. Seit 9. Dezember 2018 können per DB-Navigator-App, auf bahn.de und am Fahrkartenautomaten Einzelfahrscheine und Tageskarten für den BW-Tarif gelöst werden.
Zur Konzeption und Organisation des Landestarifs wurde die Baden-Württemberg-Tarif GmbH gegründet. Sie wird von den Aufgabenträgern und den Eisenbahnverkehrsunternehmen des baden-württembergischen Regionalverkehrs getragen werden. Das Land hat 44 % der Unternehmensanteile erhalten, der VRS 5 % und die Schienenverkehrsunternehmen 51 %. Die Verkehrsverbünde sollen über einen Kooperationsvertrag eingebunden werden. Am 21. März 2017 stimmte das Landeskabinett deren Gründung zu.

## Beteiligungen
Die NVBW ist mit 10,13 % an der VDV eTicket Service GmbH & Co. KG (Köln) beteiligt.